# Choummaly Sayasone
Choummaly Sayasone en laosià:(ຈູມມະລີ ໄຊຍະສອນ) (Attapeu, 6 de març de 1936) va ser president de Laos i Secretari-General (líder) del Partit Popular Revolucionari de Laos (PPRL). Va ser triat Secretari-General el 21 de març de 2006 pel 8è Congrés del partit, succeint Khamtai Siphandon, a qui també va succeir en la presidència del país, en 8 de juny de 2006. En 2016 va ser succeït per Bounnhang Vorachith.
Sayasone va ingressar en el Politburo en 2001 i va ser vicepresident entre 2001 i 2006. També va ser Ministre de la Defensa de Laos.